# Peter Wouters (politicus)
Peter Wouters (Wilrijk, 22 maart 1967) is een Belgisch politicus voor de Nieuw-Vlaamse Alliantie (N-VA). Hij was slager en werd actief in de politiek voor het N-VA waar hij diverse benoemde en later verkozen functies vervulde. In 2025 was hij nog actief als gemeenteraadslid van Antwerpen.

## Levensloop
Wouters volgde van 1985 tot 1987 een opleiding tot slager-spekslager aan het Centrum voor Middenstandsopleiding in Borgerhout. Aanvankelijk werkte hij als slagersknecht en beenhouwer in Deurne en na zich beroepshalve te hebben geheroriënteerd, was hij van 2001 tot 2013 handelsreiziger en vertegenwoordiger van schoonmaakproducten- en machines voor multinational Ecolab.
Hij startte zijn politieke loopbaan als voorzitter van de N-VA-afdeling van Deurne, een functie die hij uitoefende van 2010 tot 2013. Wouters kwam een eerste maal op bij de lokale verkiezingen van oktober 2012 in de stad Antwerpen en voor de districtraad van het stadsdistrict Deurne. Hij werd verkozen tot districtsraadslid. In Deurne kon N-VA eind 2012 met Open VLD en CD&V een bestuursakkoord sluiten. Wouters werd voorzitter van het districtscollege van Deurne, in de legislatuurperiode 2013-2018. Naast de algemene leiding kreeg hij de taken van burgerlijke stand, decentralisatie, externe betrekkingen, communicatie en inspraak, veiligheid en 11 juliviering. Op 25 januari 2016 werd hij als districtsvoorzitter in Deurne opgevolgd door Tjerk Sekeris en werd hij weer gewoon districtsraadslid. Na de gemeenteraadsverkiezingen van oktober 2018 ging hij zetelen als gemeenteraadslid van Antwerpen.
Bij de Vlaamse verkiezingen van 25 mei 2014 stond hij 9e op de kieslijst van de Kieskring Antwerpen. Hij werd verkozen in het Vlaams Parlement met 8.229 voorkeurstemmen. Hij werd in het Vlaams Parlement effectief lid van de commissies Binnenlands Bestuur, Bestuurszaken, Inburgering en Stedenbeleid (2014-2019) en Landbouw, Visserij en Plattelandsbeleid (2016-2019) en plaatsvervangend lid in de Commissies Economie, Werk, Sociale Economie, Innovatie en Wetenschapsbeleid (2014-2019) en Cultuur, Jeugd, Sport en Media (2014-2019). In januari 2019 werd hij bovendien als deelstaatsenator afgevaardigd naar de Senaat. Bij de Vlaamse verkiezingen van mei 2019 raakte Wouters niet meer herkozen. Daarna richtte hij een consultancybedrijf voor bouwprojecten op.
Op 7 januari 2020 volgde Peter Wouters Ludo Van Campenhout op als Antwerps schepen voor Diamant, Sport en Markten en Foren. Na de gemeenteraadsverkiezingen van oktober 2024 werd hij door zijn partij N-VA niet meer opgenomen in het nieuwe schepencollege, dat in januari 2025 werd geïnstalleerd. Wel bleef hij in de gemeenteraad zetelen.

## Privé
Hij is gehuwd en vader van drie kinderen.